# Cistenides granulata
Cistenides granulata är en ringmaskart som först beskrevs av Carl von Linné 1767.  I den svenska databasen Dyntaxa används istället namnet Pectinaria granulata. Enligt Catalogue of Life ingår Cistenides granulata i släktet Cistenides och familjen Pectinariidae, men enligt Dyntaxa är tillhörigheten istället släktet Pectinaria och familjen Pectinariidae. Arten har ej påträffats i Sverige. Inga underarter finns listade i Catalogue of Life.